# (243000) Katysirles
(243000) Katysirles est un astéroïde de la ceinture principale.

## Description
(243000) Katysirles est un astéroïde de la ceinture principale. Il fut découvert le 1er octobre 2006 à Apache Point par Andrew C. Becker. Il présente une orbite caractérisée par un demi-grand axe de 3,18 UA, une excentricité de 0,05 et une inclinaison de 10,4° par rapport à l'écliptique.